# Out Skerries Airport
Out Skerries Airstrip är en landningsbana för mindre flygplan för de brittiska öarna Out Skerries i östra Shetlandsöarna. Out Skerries Airstrip ligger 16 meter över havet. Flygplatsen trafikeras av Directflight som flyger reguljärt mellan Out Skerries och Tingwall Airport.